# Rumänische Luftstreitkräfte
Die Rumänischen Luftstreitkräfte (rumänisch Forțele Aeriene Române) wurden als selbständige Teilstreitkraft der rumänischen Armee im August 1915 gegründet und haben eine Stärke von etwa 11.700 Soldaten.

## Geschichte
Die Jahre seit dem Ende des Kalten Krieges waren durch die Annäherung Rumäniens an Westeuropa und die NATO geprägt. Für die Luftwaffe bedeutete dies eine umfassende Umstrukturierung und Erneuerung, die bis zum heutigen Tag andauert.
Die bis zum Zerfall der Sowjetunion ausschließlich genutzten Flugzeuge und Waffensysteme aus östlicher Produktion wurden zunächst weiterverwendet. Die relativ modernen von ihnen wurden teilweise erst nach 2010 ersetzt. Im März 2013 wurde der Plan gefasst, die veralteten MiG-21 Kampfflugzeuge durch General Dynamics F-16 zu ersetzen. Wegen finanzieller Beschränkungen wurde der ursprüngliche Plan, 24 Maschinen (F-16C/D) von der United States Air Force zu übernehmen, nicht realisiert. Stattdessen vereinbarten im Oktober 2013 Portugal und Rumänien den Verkauf von zwölf F-16 für 600 Mio. Euro. In diesem Betrag enthalten war auch die Ausbildung von Piloten und Servicepersonal. Die Maschinen sollten ursprünglich zwischen 2015 und 2017 an Rumänien übergeben werden, die Übergabe der ersten sechs Maschinen erfolgte im Oktober 2016. Gleichzeitig war für das Erreichen der NATO-Standards eine Erhöhung der Flugstunden der Piloten anzustreben, diese flogen auf ihren Mig-21 mit „einigen Dutzend Stunden im Jahr“ bislang weniger.
Am 18. Mai 2022 wurde ein Memorandum erlassen, das die Ausmusterung der MiG-21 LanceR verfügte. Begründet wurde dies mit „der erheblichen Häufigkeit von Flugereignissen und Unfällen während des Betriebs von MiG-21 LanceR“. Ein „unbefristetes“ Flugverbot wurde im Mai 2022 wieder aufgehoben. Am 15. Mai 2023 wurden die letzten Flüge mit der MiG-21 mit je drei Flugzeugen vom 71. und 86. Luftstützpunkt zum 95. Luftstützpunkt in Bacău durchgeführt,.

## Organisation
Die Luftstreitkräfte sind mit rund 9.700 Mann die zweitgrößte Teilstreitkraft. Sie besitzen vier Haupteinsatzbasen:
- Basis 71 Emanoil Ionescu in Câmpia Turzii, ihr unterstellt der "Annex" am Flughafen Timișoara
- Basis 86 Locotenent Aviator Gheorghe Mociurniţă in Fetești, ihr unterstellt der "Annex" am Flughafen Constanța
- Basis 90 Gheorghe Banciulescu am Flughafen Bukarest Henri Coandă
- Basis 95 Alexandru Șerbănescu am Flughafen Bacău

Auf diese ist das aktuell eingesetzte Fluggerät verteilt. Zusätzlich können zwei Flugbasen (u. a. Boboc) und zwei bis drei Flughäfen als Reserve mobilisiert werden. Zudem besitzen die Luftstreitkräfte verschiedene Bodeneinheiten, Ausbildungseinrichtungen für Offiziere und Unteroffiziere.

### Gliederung
Stab der Luftstreitkräfte (Statul Major al Forţelor Aeriene) (București)
- Lufteinsatzkomponente (Componenta Operaţională Aeriană) (Moara Vlăsiei)
- 2. Luftraumüberwachungszentrum "Nord" (Centrul 2 supraveghere aeriana "NORD") (Turda)
- 57. Luftstützpunkt „Captain Aviator Constantin Cantacuzino“ (Baza 57 Aeriană „Captain Aviator Constantin Cantacuzino“) (Constanța)
  -     - 572. Hubschrauberstaffel (Escadrila 572 Elicoptere) – IAR-330M
- 71. Luftstützpunkt „General Emanoil Ionescu“ (Baza 71 Aeriană „General Emanoil Ionescu“) (Câmpia Turzii)
  -     - 48. Jagdstaffel (Escadrila 48 Vanatoare) – F-16AM/BM
    - 713. Kampfhubschrauberstaffel (Escadrila 713 Elicoptere SOCAT) – IAR-330SOCAT/M

  - Timisoara-Giarmata Luftstützpunkt (Filiale 71. Luftstützpunkt – Baza 71 Aeriana annex)
    - 712. Hubschrauberstaffel (Escadrila 712 Elicoptere) – IAR-330M
- 85. Luftwaffenkommunikation- und Informatikzentrum „General Doroftei Ghermănescu“ (Centrul 85 Comunicaţii Aero şi Informatică „General Doroftei Ghermănescu“) (București)
- 86. Luftstützpunkt „Locotenent Aviator Gheorghe Mociurniţă“ (Baza 86 Aeriană „Locotenent Aviator Gheorghe Mociurniţă“) (Fetești-Borcea)
  -     - 53. Jagdstaffel (Escadrila 53 Vânătoare) – F-16AM/BM
- 90. Transportluftstützpunkt „Comandor Aviator Gheorghe Bănciulescu“ (Baza 90 Transport Aerian „Comandor Aviator Gheorghe Bănciulescu“) (București-Otopeni)
  -     - 901. Fliegerstaffel für Strategischen Transport (Escadrila 901 Aviaţie de Transport Strategic) – C-130B/H
    - 902. Fliegerstaffel für Operativen Transport und Fotoaufklärung (Escadrila 902 Aviaţie de Transport Operativ și Recunoaștere Foto) – An-30, C-27J
    - 903. Transporthubschrauberstaffel (Escadrila 903 Elicoptere de Transport) – IAR-330M
- 91. Logistischer Stützpunkt (Baza 91 Logistică) (Deveselu)
- 95. Luftstützpunkt „Erou căpitan aviator Alexandru Şerbănescu“ (Baza 95 Aeriană „Erou căpitan aviator Alexandru Şerbănescu“) (Bacău)
  -     - 951. Fortschrittene Ausbildungsstaffel (Escadrila 951 Aviatie Instructie Avansata) – IAR-99C Soim
    - 952. Kampfhubschrauberstaffel (Escadrila 952 Elicoptere SOCAT) – IAR-330SOCAT/M
- 142. (Unbemannte) Aufklärungsstaffel (Escadrila 142 Cercetare) (Timișoara-Giarmata) – Shadow 600 UAV
- 1. Lenkflugkörperfliegerabwehrbrigade „General Nicolae Dăscălescu“ (Brigada 1 Rachete Sol-Aer „General Nicolae Dăscălescu“) (București)
- 11. Lenkflugkörperfliegerabwehrregiment „Horea“ (Regimentul 11 RACHETE Sol-Aer „Horea“) (Braşov)[11]
- 70. Luftwaffenpionierregiment (Regiment 70 Geniu de Aviaţie) (Bucureşti)
- Ausbildungs- und Schießübungsplatz für Lenkflugkörperfliegerabwehrwaffen (Tabăra de Instructie si Poligonul de Trageri Sol-Aer „General de Brigadă Ion Bungescu“) (Capu Midia)
- Luftwaffenakademie „Henri Coandă“ (Academia Forţelor Aeriene „Henri Coandă“) (Braşov)
- Luftwaffenspezialisierungsschule (Şcoala de Aplicaţie pentru Forţele Aeriene) (Boboc Luftstützpunkt (Baza aeriană Boboc), Buzău)
  - Luftwaffenausbildungszentrum (Centrul de Instruire pentru Forţe Aeriene)
  - Ausbildungsfliegergruppe (Grupul Aviaţie Instrucţie) (Boboc Luftstützpunkt (Baza aeriană Boboc), Buzău)
    - 1. Fliegerstaffel (Escadrila 1 Aviaţie) – IAK-52, IAR-316B
    - 2. Fliegerstaffel (Escadrila 2 Aviaţie) – IAR-99 Standard
- Luftwaffenschule für Spezialisten und Unteroffiziere „Traian Vuia“ (Şcoala Militară de Maiștri Militari și Subofițeri a Forțelor Aeriene „Traian Vuia“) (Boboc Luftstützpunkt (Baza aeriană Boboc), Buzău)
- Nationales Museum der Rumänischen Luftfahrt (Muzeul Naţional al Aviaţiei Române (București))

## Ausrüstung
(Stand: Ende 2024)

### Aktuelle Ausrüstung

#### Luftfahrzeuge
Das Fluggerät der rumänischen Luftwaffe setzt sich aus Kampfflugzeugen (F-16) und Kampfhubschraubern (IAR 330) zusammen. Außerdem verfügen die Luftstreitkräfte über verschiedene Transport- und Schulflugzeuge sowie Transporthubschrauber. Im Rahmen des Strategic-Airlift-Capability-Programms werden von Rumänien und den anderen Teilnehmerstaaten zudem drei C-17 Globemaster III betrieben, die für den militärischen strategischen Lufttransport genutzt werden können.

#### F-35A Lightning II
Bereits 2023 hatte Rumänien bei den USA wegen der Anschaffung von neuen F-35-Kampfflugzeugen angefragt. Mitte September 2024 gab die US-Regierung dann grünes Licht für die Lieferung von zunächst 32 Exemplaren des modernen Stealth-Jets F-35A Lightning II. Zu einem späteren Zeitpunkt könnten noch einmal 16 weitere Maschinen bestellt werden, da die rumänische Luftwaffe insgesamt 48 Maschinen dieses Typs anschaffen möchte. Die noch ausstehende Zustimmung des US-Kongresses gilt nun als Formsache.
| Luftfahrzeuge                       | Foto           | Herkunft           | Verwendung                              | Version                    | Aktiv          | Bestellt       | Anmerkungen |
| Kampfflugzeuge                      | Kampfflugzeuge | Kampfflugzeuge     | Kampfflugzeuge                          | Kampfflugzeuge             | Kampfflugzeuge | Kampfflugzeuge | Kampfflugzeuge |
| ----------------------------------- | -------------- | ------------------ | --------------------------------------- | -------------------------- | -------------- | -------------- | --- |
| General Dynamics F-16               |                | Vereinigte Staaten | Mehrzweckkampfflugzeug                  | F-16 MLU                   | 21             | 23             | Von den Luftstreitkräften Portugals erhielt Rumänien Ende 2016 die ersten neun F-16 Fighting Falcon, die nächsten drei im September 2017. Weitere 5 F-16 MLU wurden in der Folgezeit übernommen, so dass bis Ende 2023 insgesamt 17 Maschinen dieses Typs in Dienst waren. Im November 2022 kaufte Rumänien zusätzlich 32 gebrauchte F16 aus Norwegen. Bereits im Dezember 2023 konnte Rumänien die ersten F16 übernehmen. Alle Maschinen aus Norwegen werden in Rumänien auf den Mid-Life-Update-Standard (MLU) M6.5.2 gebracht und bis 2025 ausgeliefert. Sie sollen bis zum Zulauf der F35 genutzt werden. |
| Lockheed Martin F-35 Lightning II   |                | Vereinigte Staaten | Mehrzweckkampfflugzeug                  | F-35A                      |                | 32             | Die erste Lieferung wird für 2031 erwartet. |
| Transport- und Aufklärungsflugzeuge |                |                    |                                         |                            |                |                | |
| Antonow An-26                       |                | Sowjetunion        | Transportflugzeug                       |                            | 1              |                | |
| Lockheed C-130                      |                | Vereinigte Staaten | Transportflugzeug                       | C-130B C-130H              | 6              |                | |
| Alenia C-27                         |                | Italien            | Transportflugzeug                       | C-27J Spartan              | 7              |                | |
| Antonow An-30                       |                | Sowjetunion        | Aufklärungsflugzeug                     |                            | 2              |                | |
| Schulflugzeuge                      |                |                    |                                         |                            |                |                | |
| IAR-99                              |                | Rumänien           | Strahltrainer                           | IAR-99C                    | 19             |                | |
| General Dynamics F-16               |                | Vereinigte Staaten | Strahltrainer                           | F-16B                      | 5              |                | |
| Aerostar IAK-52                     |                | Rumänien           | Schulflugzeug                           |                            | 14             |                | Lizenznachbau der JAK-52 |
| Hubschrauber                        |                |                    |                                         |                            |                |                | |
| IAR-330                             |                | Rumänien           | Transport- und Kampfhubschrauber        | IAR-330 Puma IAR-330 SOCAT | 55             |                | Lizenznachbau der Aérospatiale SA 330 |
| IAR-316                             |                | Rumänien           | Mehrzweckhubschrauber Schulhubschrauber |                            | 1 6            |                | Lizenznachbau der Aérospatiale SA.316B |
| Aérospatiale AS 332                 |                | Europäische Union  | Transporthubschrauber                   | H215M                      |                | 15             | |
| Bell AH-1                           |                | Vereinigte Staaten | Kampfhubschrauber                       | AH-1Z                      |                | 24             | |
| Bell UH-1                           |                | Vereinigte Staaten | Mehrzweckhubschrauber                   | UH-1Y                      |                | 21             | |

#### Flugabwehrwaffen
Flugabwehrraketensysteme:
- 8× MIM-104 Patriot PAC-2 GEM-T/PAC-3 MSE ()
- 8× MIM-23 HAWK ()

#### Flugkörper
Luft-Luft-Raketen:
- AIM-9 M/X Sidewinder ()
- R.550 Magic II ()
- Python-3 ()
- AIM-120 C AMRAAM ()

Panzerabwehrraketen:
- Spike-ER ()

Bomben:
- GBU-12 Paveway ()
- GBU-38 JDAM ()
- GBU-54 JDAM ()

### Ehemalige Ausrüstung
| Luftfahrzeuge             | Foto           | Herkunft       | Verwendung     | Version                                         | Anzahl         | Anmerkungen |                |
| Kampfflugzeuge            | Kampfflugzeuge | Kampfflugzeuge | Kampfflugzeuge | Kampfflugzeuge                                  | Kampfflugzeuge | Kampfflugzeuge | Kampfflugzeuge |
| ------------------------- | -------------- | -------------- | -------------- | ----------------------------------------------- | -------------- | --- | -------------- |
| Mikojan-Gurewitsch MiG-21 |                | Sowjetunion    | Abfangjäger    | MiG-21 LanceR A MiG-21 LanceR B MiG-21 LanceR C | 25             | Von 1962 bis Mai 2023 im Einsatz, ursprünglich in den 1980er Jahren von der UdSSR geliefert. Nach dem letzten Unfall einer MiG Anfang 2022 fand der letzte Flug dieses Typs am 15. Mai 2023 statt. |                |